# 延岡市立美々地小学校
延岡市立美々地小学校（のべおかしりつ みみちしょうがっこう）は、宮崎県延岡市北方町美々地未にあった公立の小学校。
2014年（平成26年）3月末をもって閉校し、小中一貫校「延岡市立北方学園」へ統合された。

## 概要
歴史
1894年（明治27年）に設置された「椎畑尋常小学校美々地分教場」を前身とする。「美々地尋常小学校」として独立した1899年（明治32年）を創立年としており、2009年（平成21年）に創立110周年を迎えた。
槇峰鉱山の隆盛により、児童数は一時700名を超えたが、その閉山により、児童数は急激に減少した。
2014年（平成16年）に延岡市内旧・北方町域の小学校4校（北方・城・美々地・三椪）と、中学校1校（北方）が統合の上、小中一貫校「延岡市立北方学園」となり、113年の歴史に幕を下ろした。
校章
桜の花弁を背景にして、中央に校名の頭文字である「美」を下に、「小」の文字を上に重ねている。
校歌
作詞は小嶋政一郎、作曲は海老原吉之による。歌詞は3番まであり、1番と2番の歌詞中に校名の「美々地」が登場する。
通学区域
「三ヶ村、美々地、菅原、槇峰、日平、下鹿川（八幡森・平の内・猪の内・片内・日之影町中川）、上鹿川（西の内・東の内・今村）」地区。中学校区は延岡市立北方中学校であった。

## 沿革
前史
- 1894年（明治27年）12月 - 「椎畑尋常小学校美々地分教場」が創立。
- 1898年（明治31年）12月21日 - 美々地尋常小学校の設置が指令される（認可）。

本史
- 1899年（明治32年）5月1日 - 椎畑尋常小学校から分離の上、新校舎を構え、「美々地尋常小学校」が開校。開校式を挙行。
  - 2学級編成。児童数は87名。職員2名。
- 1900年（明治33年）
  - 7月7日 - 山崩れのため、校舎が半壊。
  - 9月 - 校舎が復旧。
- 1906年（明治39年）6月 - 校舎を増築。4学級編成。児童数153名。職員4名。
- 1908年（明治41年）
  - 4月 - 改正小学校令により、尋常科（義務教育年限）が4年制から6年制に改められる。尋常科5年を新設。
  - 7月 - 新校舎が完成し、移転を完了。
- 1909年（明治42年）4月 - 尋常科6年を新設。
- 1916年（大正5年）9月 - 校舎前の石段が完成。
- 1918年（大正7年）4月 - 私立日平尋常高等小学校を統合（日平銅山の閉山による廃校）。
- 1926年（大正15年）8月 - 運動場を開拓。
- 1929年（昭和4年）3月 - 高等科を併置の上、「美々地尋常高等小学校」に改称。木造2階建て校舎が完成。7学級編成。児童数393名。職員8名。
- 1931年（昭和6年）10月 - 高等科（8教室）を設置。
- 1933年（昭和8年）10月 - 運動場を新設。
- 1941年（昭和16年）4月1日 - 国民学校令施行により、「北方村美々地国民学校」に改称。尋常科を初等科に改める。
- 1942年（昭和17年）1月 - 槇峰鉱業所の寄贈により、木造2階建て6教室を増築。14学級。児童数611名。職員16名。
- 1947年（昭和22年）- 学制改革が行われる（六・三制の実施）。
  - 4月1日 - 国民学校初等科が、新制小学校「北方村立美々地小学校」に改組・改称。
  - 5月12日 - 国民学校高等科が、青年学校普通科とともに、新制中学校「北方村立美々地中学校[3]」に改組・改称。小学校に併置。
- 1959年（昭和34年）1月 - 木造2階建て2教室を増築。18学級。児童数788名。職員21名。
- 1964年（昭和39年）1月 - 完全給食を開始。
- 1965年（昭和40年）5月 - 槇峰鉱山の規模縮小により、労働者の他所への配転が行なわれ、児童が急減。
- 1966年（昭和41年）4月 - 児童数減により、6学級編成となる。児童数184名。
- 1967年（昭和42年）1月 - 槇峰鉱山の閉山により関係者ほとんどが転出したため、児童が急減。
- 1968年（昭和43年）
  - 3月 - 鉄筋コンクリート造2階建ての新校舎が完成。6学級。児童数110名。
  - 5月 - 木造図書室が完成。
- 1970年（昭和45年）11月3日 - 北方村の町制施行により、「北方町立美々地小学校」に改称。
- 1974年（昭和49年）5月 - 体育館が完成。
- 1976年（昭和51年）2月 - 校舎から体育館への渡り廊下が完成。
- 1977年（昭和52年）9月 - プールが完成。
- 1978年（昭和53年）9月 - 旧運動場を整備し、復旧。
- 1979年（昭和54年）9月 - 菅原区の通学路工事が完了。
- 1980年（昭和55年）7月 - 旧・美々地中学校[3]運動場への道路を完全に舗装。
- 1982年（昭和57年）8月30日 - 集中豪雨により山崩れが発生。大運動場・プ－ルが土砂に埋まる。その後、PTAの奉仕活動により復旧。
- 1985年（昭和60年）2月 - 観察池が完成。
- 1991年（平成3年）3月 - 飼育舎・栽培園・砂場が完成。
- 1993年（平成5年）8月 - 台風7号により土砂崩れが発生。大運動場が土砂に埋まる。その後、PTAの奉仕活動により復旧。
- 1996年（平成8年）3月 - JRCに加盟。
- 1997年（平成9年）2月 - 大運動場、校舎周辺に桜50本を植栽。
- 1999年（平成11年）11月21日 - 創立100周年記念式典を挙行。
- 2002年（平成14年）4月1日 - 北方町立下鹿川小学校を統合。
- 2004年（平成16年）4月 - 延岡市立浦城小学校との交流（地域間学校交流事業）を開始。
- 2005年（平成17年）4月1日 - 北方町立上鹿川小学校を統合。
- 2006年（平成18年）2月20日 - 延岡市との合併により、「延岡市立美々地小学校」（最終名）に改称。
- 2010年（平成22年）- 延岡市立城小学校・延岡市立三椪小学校との集合学習を開始。
- 2014年（平成26年）
  - 2月22日 - 北方町内の小中学校で合同閉校式典を挙行。
  - 3月31日 - 閉校。118年の歴史に幕を閉じる。最終年度の児童数は14名（1年生は0、6年生を含む）。

旧・私立日平尋常高等小学校（ひびら）
- 1896年（明治29年）
  - 3月 - 日平銅山で働く従業員の子弟を対象に、内藤家により「私立日平尋常小学校」が創立。
  - 7月 - 宮崎県の認可を受ける。
- 1902年（明治35年）2月 - 高等科を併置の上、「私立日平尋常高等小学校」（最終名）に改称。児童数600名。
- 1918年（大正7年）4月 - 日平銅山の閉山により、閉校。

旧・下鹿川小学校（しもししがわ）
- 1893年（明治26年）6月 - 「下鹿川尋常小学校」が創立し、授業を開始。
- 1894年（明治27年）5月 - 字西畑申566イ号に校舎が完成。
- 1905年（明治38年）5月 - 猪の水流申213番地1に校舎が完成し、移転を完了。
- 1906年（明治39年）12月2日 - 上鹿川分教場を設置。
- 1908年（明治41年）4月 - 尋常科5年を新設。
- 1909年（明治42年）4月 - 尋常科6年を新設。
- 1911年（明治44年）
  - 3月31日 - 上鹿川分教場を廃止。
  - 4月1日 - 「鹿川尋常小学校」に改称。
- 1918年（大正7年）10月 - 申214番地1（最終所在地）に校舎を改築。
- 1941年（昭和16年）4月1日 - 国民学校令施行により、「北方村鹿川国民学校」に改称。尋常科を初等科に改める。
- 1947年（昭和22年）
  - 4月1日 - 学制改革（六・三制の実施）により、国民学校初等科が「北方村立鹿川小学校」に改組・改称。
  - 5月12日 - 新制中学校「北方村立美々地中学校 鹿川分校」が併設される。
  - 9月 - 校舎を増築。
- 1949年（昭和24年）6月 - 美々地中学校鹿川分校が廃止される。
- 1954年（昭和29年）2月1日 - 「北方村立下鹿川小学校」に改称。
- 1956年（昭和31年）12月 - 校舎の全面改築を実施。
- 1958年（昭和33年）4月 - 1学級増につき、公民館の一部を教室として使用。
- 1959年（昭和34年）4月1日 - 隣町の西臼杵郡日之影町立八戸小学校中川分校を統合。
- 1961年（昭和36年）12月 - 2教室を増築。
- 1970年（昭和45年）11月3日 - 北方村の町制施行により、「北方町立下鹿川小学校」（最終名）に改称。
- 1987年（昭和62年）2月 - 鉄筋コンクリート造2階建て新校舎が完成。
- 1994年（平成6年）3月 - 創立100周年記念式典を挙行。
- 2002年（平成14年）3月31日 - 閉校。109年の歴史に幕を閉じる。
  - 校区 - 八幡森・平の内・猪の内・片内・日之影町中川
  - 最終所在地 - 宮崎県東臼杵郡北方町（現・延岡市北方町下鹿川）申214番地1（北緯32度40分11.9秒 東経131度26分51.1秒 / 北緯32.669972度 東経131.447528度）
  - 最寄りのバス・タクシー停留所 - 延岡市乗合タクシー 鹿川線 「下鹿川小学校」停留所
  - 最寄りの幹線道路 - 宮崎県道214号上祝子綱の瀬線
  - 周辺 - 網の瀬川、西畑ダム、中川チューリップの里、下鹿川農産物直売所、平野内神社

旧・上鹿川小学校（かみししがわ）
- 1901年（明治34年）1月10日 - 「上鹿川尋常小学校」が創立。
- 1906年（明治39年）12月 - 統合により、「下鹿川尋常小学校 上鹿川分教場」となる。
- 1911年（明治44年）4月1日 - 下鹿川尋常小学校から分離の上、「上鹿川尋常小学校」として独立。
- 1941年（昭和16年）4月1日 - 国民学校令施行により、「北方村上鹿川国民学校」に改称。尋常科を初等科に改める。
- 1947年（昭和22年）
  - 2月4日 - 火災により、校舎が全焼。分散授業を余儀なくされる。
  - 4月1日 - 学制改革（六・三制の実施）により、国民学校初等科が「北方村立上鹿川小学校」に改組・改称。
  - 5月4日 - 仮校舎を設置。
- 1948年（昭和23年）12月 - 新校舎が完成。
- 1949年（昭和24年）6月 - 隣村の西臼杵郡七折村立鹿川小学校[4]を統合。
- 1952年（昭和27年）4月 - 隣町に西臼杵郡日の影町立鹿川小学校[4]が分離・独立（復活）。
- 1961年（昭和36年）4月 - 鹿川林道が開通。校門まで自家用車の進入が可能になる。
- 1962年（昭和37年）4月 - 校舎1棟が完成。
- 1964年（昭和39年）10月 - ミルク給食を開始。
- 1966年（昭和41年）2月 - 完全給食を開始。
- 1967年（昭和42年）9月 - 運動場を拡張。
- 1969年（昭和44年）
  - 8月 - 給食用パン自校製造により、製パン製造機を設置。
  - 9月 - 生乳給食を開始。
- 1970年（昭和45年）11月3日 - 北方村の町制施行により、「北方町立上鹿川小学校」（最終名）に改称。
- 1977年（昭和52年）3月 - 鉄筋コンクリート造3階建て新校舎が完成。
- 2005年（平成17年）3月31日 - 閉校。104年の歴史に幕を閉じる。
  - 校区 - 西の内・東の内・今村
  - 最終所在地 - 宮崎県東臼杵郡北方町（現・延岡市北方町上鹿川）申739番地（北緯32度42分11.0秒 東経131度28分37.3秒 / 北緯32.703056度 東経131.477028度）
  - 最寄りのバス・タクシー停留所 - 延岡市乗合タクシー 鹿川線 「上鹿川小学校」停留所
  - 最寄りの幹線道路 - 宮崎県道214号上祝子綱の瀬線
  - 周辺 - 網の瀬川、鹿川、上鹿川簡易郵便局、上鹿川神社、神楽館、鹿川地区交流センターつりがね

## 交通
最寄りのバス・タクシー停留所
- 延岡市乗り合いタクシー 美々地線 「美々地小学校下」停留所

最寄りの幹線道路
- 宮崎県道214号上祝子綱の瀬線

## 周辺
- 吉祥寺
- 槇峰郵便局
- 槇峰神社
- 網の瀬川

## 参考資料
- 「北方町史」（1972年（昭和47年）6月発行, 北方町役場）p.223～227（美々地小学校）, p.232～p.236（上鹿川小学校）, p.236～p.239（下鹿川小学校）, p.239～p.240（私立日平尋常高等小学校）